# Neue Zeitschrift für Musik
Die Neue Zeitschrift für Musik (abgekürzt: NZfM oder NZM) ist eine Zeitschrift, die sich mit zeitgenössischen Strömungen der Musik beschäftigt. Sie erschien erstmals am 3. April 1834 im Leipziger Verlag Barth und besteht nahezu ununterbrochen bis heute fort.

## Anfänge der NZfM

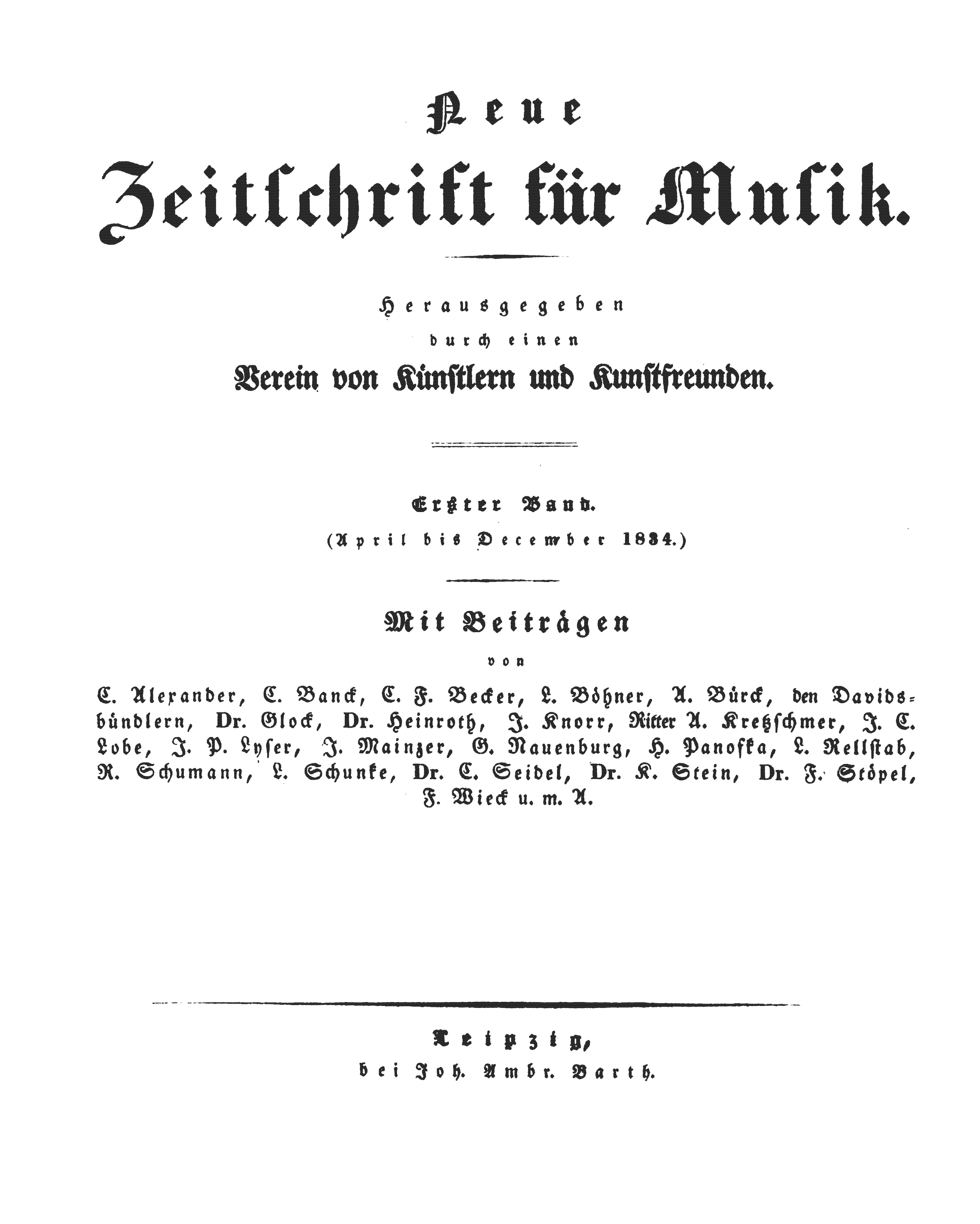
Titelblatt des ersten Jahrgangs 1834

Die Neue Zeitschrift für Musik (im ersten Jahr unter dem Titel Neue Leipziger Zeitschrift für Musik) wurde 1834 von Robert Schumann zusammen mit seinem späteren Schwiegervater Friedrich Wieck und den Pianisten Julius Knorr und Ludwig Schuncke gegründet. Da Wieck aber durch seine zahlreichen Reisen nur eingeschränkt mitarbeitete, Knorr durch häufige Krankheiten ausfiel und Schuncke nur wenig schriftstellerisches Talent besaß und außerdem bereits nach wenigen Monaten starb, fiel beinahe die gesamte Verantwortung auf Schumann. So kam es auch dazu, dass Schumann – statt wie geplant zwei Jahre – insgesamt zehn Jahre als Redakteur der NZfM arbeitete, um den Untergang der Zeitschrift zu verhindern. Auch finanzielle Erwägungen waren hier ausschlaggebend.
Das gemeinsame Anliegen war laut Schumann: „die alte Zeit und ihre Werke anzuerkennen, darauf aufmerksam zu machen, wie nur an so reinem Quelle neue Kunstschönheiten gekräftigt werden können – sodann, die letzte Vergangenheit als eine unkünstlerische zu bekämpfen, für die nur das Hochgesteigerte des Mechanischen einigen Ersatz gewährt habe – endlich eine junge, dichterische Zukunft vorzubereiten, beschleunigen zu helfen“.
Am 1. Juli 1844 übergab Schumann die Leitung der Zeitschrift an Oswald Lorenz, der bereits zahlreiche Beiträge unter verschiedenen Pseudonymen verfasst hatte. Franz Brendel kaufte dann die Zeitschrift und war ab 1. Januar 1845 verantwortlicher Redakteur.

## Erscheinungsform
Zu Beginn erschien die Zeitschrift zweimal pro Woche. Jede Ausgabe bestand aus einem Bogen, also vier Seiten. Es wurden zwei Spalten je Seite gedruckt. Ab dem ersten Juli 1847 wurde der Umfang auf meist acht Seiten erhöht. Hier gibt es mit Ausnahme des ersten Jahrganges pro Jahr zwei Bände mit je 52 Nummern.
Den Ausgaben wurden literarische Motti vorangestellt. Diese stammten von Literaten wie Shakespeare, Goethe, Jean Paul und Weiteren, konnten aber auch von Schumann selbst sein. Ein größerer Aufsatz über Themen wie Ästhetik, Biographien, Musikgeschichte schloss sich an. Stattdessen war auch eine große Rezension eines oder mehrerer Werke möglich, was sich über mehrere Ausgaben hinzog. Dann folgten die Rezensionen von Musik oder Schriften mit Musikbezug. Schumann legte Wert auf den Korrespondenzteil, in dem über das Musikleben in in- und ausländischen Städten berichtet wurde. Den Abschluss bildete eine Sektion mit Vermischtem und Notizen.

## Mitwirkende bei Schumanns NZfM
Die NZfM der Anfangszeit wurde von dem teils realen, teils fiktiven Verein von Künstlern und Kunstfreunden, den Davidsbündlern herausgegeben. Beiträge wurden daher unter verschiedensten Pseudonymen verfasst, wobei pro Verfasser bis zu 33 verschiedene Kürzel (Schumann selbst) existierten. Beispielsweise sind die bekanntesten literarischen Pseudonyme Schumanns, Florestan und Eusebius häufig vorhanden.
Ein Mitwirkender mit zahlreichen Beiträgen und Kürzeln war Oswald Lorenz, der zeitweise auch Redakteur der NZfM gewesen ist. Ein prominenter Autor im Bereich von Klaviertechnik und -pädagogik war Friedrich Wieck.

## Alfred Heuß oder der Kampf gegen das „Undeutsche“

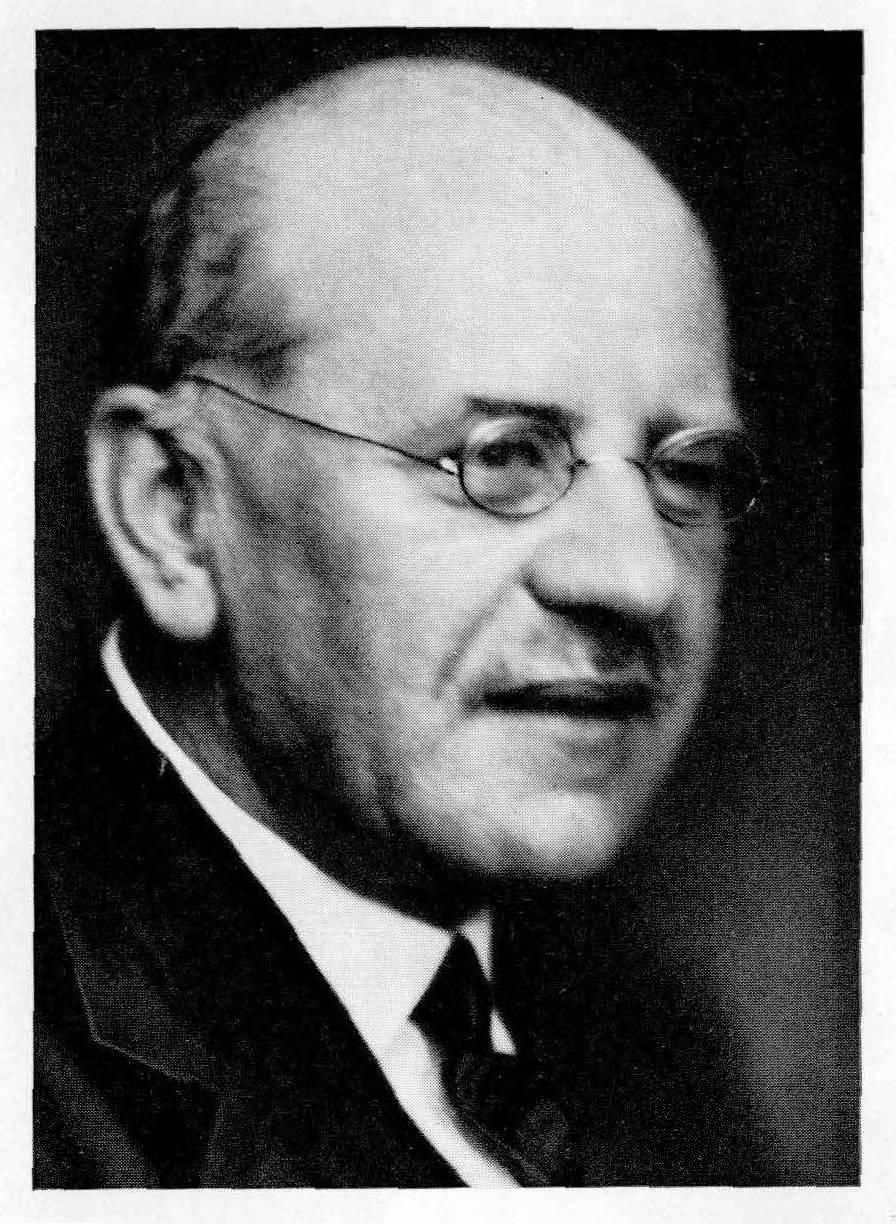
Alfred Heuß (1934)

In den 1920er Jahren bestimmte Alfred Heuß die Geschicke des Blattes. Er schmiedete die einst dem Fortschritt gewidmete Zeitschrift zu einem reaktionären und nationalistischen Organ um. Oliver Hilmes wies nach, dass Heuß

„[…] die Zeitschrift für Musik in der ‚Weimarer Republik‘ zu einem Bollwerk gegen die Avantgarde und alles vermeintlich ‚Undeutsche‘ führte, daß die Musikideologie im NS-Staat nicht den Beginn, sondern den Gipfelpunkt einer längeren, folgenreichen Entwicklung darstellt. Der Geist, der die Artikel des Monatsblattes zunehmend prägt und besonders an den Rezensionen zeitgenössischer Werke abzulesen ist, beruht nicht auf differenzierter Analyse, sondern greift weitverbreitete Vorurteile auf. Sogenannte ‚killer-phrases‘ täuschen vor, die Ursachen komplex empfundener gesellschaftlicher Krisen zu erkennen und zu benennen; tatsächlich tragen die massensuggestiven wirkenden Scheinargumente jedoch zu einer dogmatischen Spaltung in ‚Gut‘ und ‚Böse‘ bei und richten schließlich in verhängnisvoller Weise über die Existenzberechtigung von Werken und deren Schöpfern.“

1925 bezeichnete Alfred Einstein die NZfM als „das Kampfblatt für deutsche, gegen Neue und Internationale Musik“.

## Herausgebende Redakteure und Verleger

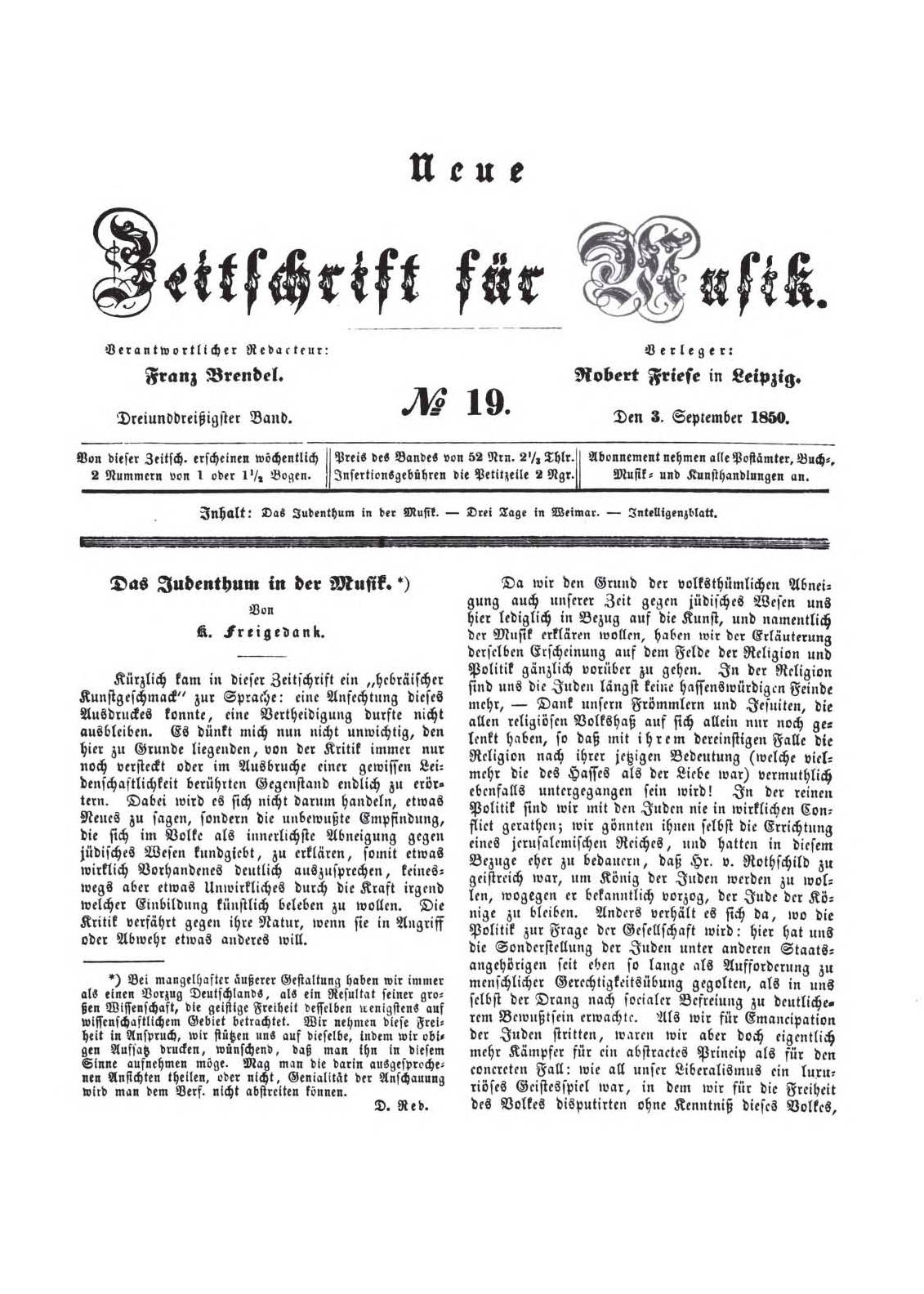
1850, Heft 19 mit dem Beginn von Richard Wagners Schmähschrift Das Judenthum in der Musik und der editorischen Bemerkung von Franz Brendel

- Im ersten Jahr (Nummern 1–78) unter dem Titel Neue Leipziger Zeitschrift für Musik
- Leipzig 1834–1844. „Im Vereine mit mehreren Künstlern und Kunstfreunden herausgegeben unter Verantwortlichkeit von Robert Schumann“. Erscheint zweimal wöchentlich. (Das letzte von Schumann herausgegebene Heft ist Band 20, Nr. 52 vom 27. Juni 1844.)
- 1844, Band 21 (Juli bis Dezember), Herausgeber: Oswald Lorenz.
- 1845–1868: Franz Brendel. Ab 1851 einmal wöchentlich. (Letztes von Brendel herausgegebene Heft: Band 64, Nr. 48 vom 20. November 1868.)
- Verlag 1855 bis 1906: C. F. Kahnt, Leipzig bzw. C. F. Kahnt Nachf.
- 1869–1885: Verantwortlicher Redakteur und Verleger Christian Friedrich Kahnt.
- 1886–1888: Oskar Schwalm.
- 1889–1898: Paul Simon.
- 1899–1903: Edmund Rochlich i. V.
- Ab 1903 (Band 99), Heft 27 (1. Juli) in Antiqua gedruckt.
- 1903–1904: Arnold Schering.
- 1905–1906: Arnold Schering und Walter Niemann.
- 1906: Walter Niemann.
- Ab 1906, Heft 40 (1. Oktober) unter dem Titel [Leipziger] Vereinigte Musikalische Wochenschriften vereinigt, mit Musikalischem Wochenblatt (K. Kipke), herausgegeben von Ludwig Frankenstein.
- 1908–1910 unter dem Titel Musikalisches Wochenblatt.
- Verlag 1910 bis 1920: Gebrüder Reinecke, Leipzig.
- Seit 1911 wieder unter dem Titel Neue Zeitschrift für Musik, Schriftleitung: Friedrich Brandes.
- Seit 1920 hrsg. vom Steingräber-Verlag als Zeitschrift für Musik. Erscheint ab März zweimal monatlich.
- Oktober 1921 bis 1930 Herausgeber: Alfred Heuß.
- Erscheint ab November 1923 einmal monatlich. Untertitel: „Kampfblatt für deutsche Musik und Musikpflege“.
- 1925 Untertitel: „Monatsschrift für eine geistige Erneuerung der Musik“.
- 1929 (Heft 7) bis 1943 Ort: Regensburg. Verlag: Bosse. Herausgeber: Gustav Bosse (bis 1943). Wird mit lang-s gedruckt.
- April 1943 bis August 1944 unter dem Titel: Musik im Kriege, Organ des Amtes Musik beim Beauftragten des Führers für die Überwachung der gesamten geistigen und weltanschaulichen Schulung und Erziehung der NSDAP; Zugleich amtliche Zeitschrift der Ämter Feierabend und deutsches Volksbildungswerk in der NS-Gemeinschaft „Kraft durch Freude“. Herausgeber: Herbert Gerigk (zusammen mit Melos, Allgemeine Musikzeitung, Die Musik). Dann eingestellt.
- Dezember 1949 bis 1955 (Heft 9) als Zeitschrift für Musik, Herausgeber: Erich Valentin (bis 1959). Verlag: Bosse, Ort: Regensburg. Untertitel: „Monatsschrift für eine stete geistige Erneuerung der Musik“.
- 1953 inkorporiert: Der Musikstudent.
- Seit 1955 Ort: Mainz. Redaktion: Karl Heinrich Wörner (bis 1959).
- Ab Oktober 1955 (Heft 10) wieder Neue Zeitschrift für Musik und inkorporiert: Das Musikleben.
- 1960–1974: NZ Neue Zeitschrift für Musik.
- 1960 Redaktion: Karl Amadeus Hartmann (bis 1963), Ernst Thomas.
- Ab 1967 Verlag: Schott.
- 1967 tritt Otto Tomek in die Redaktion ein (bis 1978).
- 1972 tritt Carl Dahlhaus in die Redaktion ein (bis 1978).
- 1975–1978 Titel: Melos / NZ Neue Zeitschrift für Musik. Erscheint sechsmal jährlich. Ernst Thomas, Otto Tomek, Carl Dahlhaus, Hans Oesch.
- Ab 1979 Titel: Neue Zeitschrift für Musik. Chefredakteur Wolfgang Burde.
- 1982 Erscheint 12-mal jährlich. Redaktion: Harald Budweg (bis 1984), Manfred Karallus, Michael Stegemann, Arnold und Karin Werner-Jensen (beide 1982).
- 1985 tritt Sigfried Schibli in die Redaktion ein (bis 1992).
- 1988 bis 1992, Redaktion: Peter Niklas Wilson, Lotte Thaler.
- 1993 bis 2017 6-mal jährlich, Herausgeber: Rolf W. Stoll.
- 2017 bis 2022, Redaktion: Till Knipper.
- 2022 bis 2024, 4-mal jährlich, Redaktion: Sara Walther.
- Seit März 2024: 4-mal jährlich, Herausgeber: Stefan Fricke und Monika Voithofer.

## Bekannte Korrespondenten
- Hugo Riemann seit 1872, Pseudonym Hugibert Ries[6]
- August Wilhelm Ambros, Pseudonym Flamin[7]
- Hans von Bülow[8]
- Karl Ferdinand Becker[9]
- Carl Banck[10]
- Joachim Raff[11]
- Wilhelm Weismann

## Die NZfM heute
Die Zeitschrift, die bei Schott Music in Mainz erscheint, widmet sich den zeitgenössischen Strömungen – vor allem der neuen Musik, dem avancierten Jazz, der Klangkunst und dem Pop, aber auch historischen Erscheinungsformen von Musik. Sie hat jeweils ein Schwerpunktthema und enthält darüber hinaus Komponistenporträts, Gespräche mit Protagonisten des zeitgenössischen Musiklebens und analytische Beiträge. In zahlreichen CD-, DVD- und Buchrezensionen werden Neuerscheinungen besprochen und kritisch bewertet.
Zum Portfolio der Zeitschrift gehören unter anderem die edition neue zeitschrift für musik, eine Buchreihe mit Sach- und Komponisten-Bänden sowie die DVD-Reihe musica viva – forum der gegenwartsmusik mit Komponisten- und Werkporträts.
Die Neue Zeitschrift für Musik erscheint seit 2014 zusätzlich zur Printausgabe als APP-Magazin.
Die Zeitschrift verfügt über die ISSN 0170-8791, ISSN 0343-0332, ISSN 0028-3509 und ISSN 0945-6945.